# Xylopia glauca
Xylopia glauca är en kirimojaväxtart som beskrevs av Jacob Gijsbert Boerlage. Xylopia glauca ingår i släktet Xylopia och familjen kirimojaväxter. Inga underarter finns listade i Catalogue of Life.